# Fuji T-5
Fuji T-5 o KM-2 Kai es un avión de entrenamiento básico japonés impulsado por un motor turbohélice, el cual es un desarrollo de la anterior Fuji KM-2. En este avión entrenado el estudiante y el instructor se sientan de lado a lado.

## Diseño y desarrollo
El Fuji T-5 fue desarrollado por Fuji Heavy Industries como un reemplazo para el Fuji KM-2 con motor de pistones (en sí mismo un desarrollo del Beechcraft T-34 Mentor) como entrenador principal para el Fuerza Marítima de Autodefensa de Japón. Fuji reacondicionó un KM-2 con un motor turbohélice Allison 250 en lugar de la original del motor de pistón Lycoming, el resultante KM-2D hizo su primer vuelo el 28 de junio 1984 siendo certificado el 14 de febrero de 1985. El KM-2 Kai es un desarrollo posterior del KM-2D, con una cabina modernizada con asientos lado a lado y una cabina deslizante que reemplaza las puertas laterales tipo coche originales de KM-2 (que fueron retenidos por el KM-2D).
El T-5 es un monoplano de ala baja propulsado por un turbohélice Allison 250-B17D con una hélice de velocidad constante de tres palas. Cuenta con un tren de aterrizaje en triciclo retráctil con las ruedas principales con retracción hacia adentro y el tren bajo el morro hacia atrás. El T-5 tiene una cabina cerrada deslizante y dos asientos lado a lado con doble mando, en la versión de acrobacia aérea y cuatro asientos en pares en la versión utilitaria.

## Historia Operacional
El KM-2 Kai fue ordenado por el Fuerzas Marítimas de Defensa de Japón como el T-5 en marzo de 1987 con entregas del KM2-Kai a del Fuerzas de Autodefensa de Japón a partir de 1988, con un total de 40 construidos. El T-5 sirve con del 201 Escuadrón de Entrenamiento Aéreo en Ozuki Air Field. El KM-2 original ya no está en servicio.
- Datos: Q1473126
- Multimedia: Fuji T-5 / Q1473126